# シュードモナリシン
シュードモナリシン(Pseudomonalisin、EC 3.4.21.100)は、以下の化学反応を触媒する酵素である。
インスリンB鎖の-Glu13-Ala-、-Leu15-Tyr-及び-Phe25-Tyr-結合、アンジオテンシンIの-Tyr4-Ile-結合を加水分解する。Lys-Pro-Ile-Glu-Phe-Phe(NO2)-Arg-Leuは、良い合成基質となる。
この酵素は、シュードモナス属の101番株が分泌する。